# Ekanit Panya
Ekanit Panya (thailändisch เอกนิษฐ์ ปัญญา, * 21. Oktober 1999 in Chiangrai), auch als Book bekannt, ist ein thailändischer Fußballspieler.

## Karriere

### Verein
Ekanit Panya erlernte das Fußballspielen in der Jugendmannschaft des Erstligisten Chiangrai United in Chiangrai. Hier unterschrieb er 2015 auch seinen ersten Profivertrag. 2017 wurde er an Chiangrai City FC, einem Viertligisten, ausgeliehen. Mit dem Verein wurde Vizemeister und stieg somit in die Dritte Liga auf. Im Anschluss erfolgte eine Ausleihe zum Zweitligisten Chiangmai FC, einem Verein, der in Chiangmai beheimatet ist. Mit dem Verein wurde er 2018 Tabellendritter und stieg somit in die Erste Liga auf. Mitte 2019 endete die Ausleihe und er kehrte zu Chiangrai United zurück. Mit Chiangrai United wurde er 2019 Thailändischer Fußballmeister. Im April 2021 stand er mit Chiangrai im Endspiel des FA Cup. Das Endspiel gegen den Chonburi FC gewann man im Elfmeterschießen. Am 1. September 2021 spielte er mit Chiangrai um den Thailand Champions Cup. Das Spiel gegen den thailändischen Meister BG Pathum United FC im 700th Anniversary Stadium in Chiangmai verlor man mit 0:1. Anfang 2022 wurde er an den Erstligisten Chiangmai United FC ausgeliehen. Nach einer Saison in der ersten Liga musste er mit Chiangmai nach der Saison 2021/22 wieder in die zweite Liga absteigen. Anschließend kehrte er jedoch nicht mehr nach Chiangrai zurück, sondern wechselte fest zum Ligarivalen Muangthong United. In der Sommerpause 2023 ging er mit Jaroensak Wonggorn und Weerathep Pomphan nach Japan, um beim japanischen Erstligisten Urawa Red Diamonds mitzutrainieren. Ende Juli 2023 wurde er von dem japanischen Erstligisten ausgeliehen. Am 4. November 2023 stand er mit den Urawa Reds im Finale des Ligapokals. Hier verlor man gegen den Erstligisten Avispa Fukuoka mit 2:1. Nach 14 Ligaspielen kehrte er nach Ende der Saison 2024 zu Muangthong zurück. Im Januar 2025 verließ er Muangthong und schloss sich dem Ligakonkurrenten BG Pathum United FC an. Direkt im Anschluss wurde er an den japanischen Zweitligisten Ehime FC ausgeliehen. Für den Verein aus Matsuyama bestritt er bis Juni 2025 drei Ligaspiele. Anfang Juli 2025 kehrte er nach der Ausleihe nach Thailand zurück.

### Nationalmannschaft
Der Stürmer absolvierte insgesamt 23 Partien für diverse thailändische Jugendauswahlen und erzielte dabei acht Treffer. Am 10. September 2019 gab er dann sein Debüt für die thailändische A-Nationalmannschaft in der WM-Qualifikation gegen Indonesien (3:0). Seinen ersten Treffer erzielte er einen Monat später im gleichen Wettbewerb beim 2:1-Sieg über die Vereinigten Arabischen Emirate. Im Januar 2022 stand er im Endspiel der Südostasienmeisterschaft. Hier konnte man sich in den beiden Endspielen gegen Vietnam mit insgesamt 3:2 durchsetzen. Im Oktober 2024 nahm er mit der Mannschaft am King’s Cup 2024 teil. Im Endspiel am 14. Oktober 2024 im Tinsulanon Stadium in Songkhla besiegte man das Team aus Syrien mit 2:1.

## Erfolge

### Verein
Chiangrai United
- Thailändischer Meister: 2019
- Thailand-Champions-Cup-Sieger: 2020
- Thailändischer Pokalsieger: 2020/21

Urawa Red Diamonds
- Japanischer Ligapokalfinalist: 2023

### Nationalmannschaft
Thailand U-19
- Südostasienmeisterschaft: 2017
- Jockey Club Tournament: 2017

Thailand
- Südostasienmeisterschaft: 2022
- King’s Cup: 2024